# Jenő Németh
Jenő Németh (ur.w  1902 w Budapeszcie) – węgierski zapaśnik walczący w stylu klasycznym. Olimpijczyk z Paryża 1924, gdzie zajął osiemnaste miejsce w wadze piórkowej.
Mistrz Europy w 1925 roku.

## Letnie Igrzyska Olimpijskie 1924
| Konkurencja | Eliminacje               | Eliminacje          | Klas. końcowa |
| Konkurencja | Przeciwnik I             | Przeciwnik II       | Miejsce       |
| ----------- | ------------------------ | ------------------- | ------------- |
| 62 kg       | Fritiof Svensson (SWE) P | Osvald Käpp (EST) P | 18.           |